# William Denison
Pour les articles homonymes, voir Denison.
William Thomas Denison (3 mai 1804 - 19 janvier 1871) est vice-gouverneur de Tasmanie de 1847 à 1855, douzième gouverneur de Nouvelle-Galles du Sud du 20 janvier 1855 au 22 janvier 1861 et gouverneur de Madras de 1861 à 1866. 
Denison est un homme au caractère trempé et un bon administrateur. Dès ses premiers jours en Tasmanie, il parle très franchement des colons dans des dépêches qu'il considère comme confidentielles, ce qui le fait mal percevoir et ressentir comme un représentant de l'Office britannique des colonies à l'époque de la lutte contre l'envoi de condamnés et de la formation d'un vrai gouvernement local. Il porte un grand intérêt à la vie de la colonie et contribue à promouvoir l'éducation, les sciences et le commerce, à une période où la Tasmanie est en train de devenir une colonie prospère. En Nouvelle-Galles du Sud, sa tâche est plus facile, et il n'a aucune difficulté à faire face de manière adéquate aux problèmes qui se posent pendant les premiers jours de fonctionnement d'un gouvernement responsable en Australie.

## Jeunesse
Denison est le fils de John Denison, est né à Londres, en Angleterre, et fait ses études à l'Eton College puis à l'académie royale militaire de Sandhurst avant de rentrer dans le corps des ingénieurs royaux en 1826. En novembre 1838, il épouse Caroline Hornby.

## Gouverneur de Tasmanie
On offre à Denison le poste de vice-gouverneur de Van Diemen's Land (Tasmanie) en 1846 et il arrive à Hobart le 25 janvier 1847. Six membres nommés du Conseil législatif avaient démissionné pour protester contre le coût du système pénitentiaire, qui était en grande partie supporté par les Tasmaniens et majoré par l'arrêt de l'envoi de prisonniers en Nouvelle-Galles du Sud. Il n'y a donc pas de quorum au Conseil. En raison de difficultés dans la nomination de remplaçants, Denison choisit de gouverner sans Conseil, même si cela signifie qu'il ne peut pas faire voter de lois, notamment celles nécessaires pour modifier certaines lois fiscales jugées déficientes. Il se trouve en opposition avec les deux juges de la Cour suprême de Tasmanie. La question du pouvoir du Conseil de lever des impôts leur a été posée et le président Pedder et le juge Montagu décident que le Conseil n'a pas le droit de percevoir d'impôts autres qu'à des fins locales. Denison accuse alors les juges de négligence dans leurs devoirs pour ne pas avoir relevé des failles dans les lois avant leur promulgation. Il propose que le président doive demander une autorisation pour s'absenter et le licenciement de Montagu qui est poursuivi par un créancier. Denison est réprimandé par la suite par le Secrétaire d'État, le comte Grey, pour sa conduite envers Pedder mais le licenciement de Montagu est confirmé.
Un rapport adressé par Denison au Secrétaire d'État, dans lequel il parle de manière défavorable de l'ensemble des colons est imprimé comme un document parlementaire. Denison devient naturellement très impopulaire et cette impopularité ne diminue pas avec son attitude à l'égard de l'envoi de prisonniers. Il réussit cependant à se concilier une partie des citoyens par l'octroi de cinq acres de terres à Hobart pour faire construire une école publique. 
En 1846, le prédécesseur de Grey, Gladstone a suspendu le transport de prisonniers masculins en Tasmanie pour deux ans et Grey donne à tort l'impression dans ses dépêches à Denison que celui-ci ne serait pas repris et Denison l'explique ainsi au Conseil législatif. Par la suite, le gouvernement britannique recommence à envoyer des condamnés en grand nombre. Une association contre l'envoi de prisonniers se forme et elle reçoit le soutien de presque tous les principaux colons de l'île, et comme les autres colonies ont pris la même position, le succès est devenu certain. Le dernier navire de condamnés pour la Tasmanie arrive vers la fin de 1852.  
À la même époque, la question de la formation d'un gouvernement responsable vient sur le devant de la scène. En 1850, une loi pour un système de gouvernement des colonies australiennes plus autonome est adoptée, loi qui prévoit que les futurs membres des conseils législatifs seraient élus au lieu d'être nommés. Un conseil de 16 membres est élu en Tasmanie, tous contre l'envoi de nouveaux prisonniers et le pouvoir du gouverneur est désormais très réduit. Il encourt, toutefois, quelques critiques lorsqu'il réglemente le droit de propriété avec une préemption de l'État avant que le nouveau Conseil ne se réunisse. Ce règlement a pour but de protéger les petits exploitants mais les grands spéculateurs et gros herbagers réussissent tout de même à s'emparer de vastes étendues de terres. Denison, cependant, devient plus populaire vers la fin de son mandat. En septembre 1854, il apprend qu'il a été nommé gouverneur de  Nouvelle-Galles du Sud et, quand il quitte Hobart le 13 janvier 1855, il reçoit un chèque de 2000 £ qu'après un échange de correspondance avec le Secrétaire d'État, il est autorisé à accepter. L'un de ses derniers actes officiels est de soutenir le Conseil législatif lorsqu'il demande que le nom de la colonie soit changé en Tasmanie au lieu de Van Diemen's Land.

## Gouverneur de Nouvelle-Galles du Sud
En 1856, Denison devient à la fois gouverneur de Nouvelle-Galles du Sud et  "Gouverneur général sur l'ensemble de nos colonies: Nouvelle-Galles du Sud, Van Diemen's Land, Victoria, Australie méridionale et Australie occidentale", un nouveau titre, qui se voulait encourager la coopération entre les différentes colonies. À la suite de la guerre de Crimée, il renforce les moyens de défense de Sydney, en renforçant les batteries sur Dawes Point et en faisant construire Fort Denison. Il inaugure le système parlementaire bicaméral du gouvernement de Nouvelle-Galles du Sud et sait se comporter avec sagesse et tact dans le règlement des problèmes qui se posent notamment le transfert du pouvoir au nouveau Parlement. Il s'oppose avec succès à la décision du Ministère britannique des Colonies d'attribuer la Nouvelle-Angleterre et la vallée Clarence à la nouvelle colonie du Queensland. En 1859, il nomme le premier Conseil législatif du Queensland et amorce le processus d'élection de la première Assemblée législative, inaugurée le 22 mai 1860. Lors de la construction des premières lignes de chemin de fer en 1855, il ne règle pas le problème des différents gabarits de lignes, malgré son poste de gouverneur-général et ce bien qu'il se soit montré plus actif dans le développement des modalités de financement des connexions postales avec le Royaume-Uni, l'amélioration des droits de douane inter-coloniaux et la répartition des phares à construire. 
Denison est chargé de fermer la colonie pénitentiaire de l'île Norfolk et de réinstaller les mutins du Bounty sur les îles Pitcairn. Il demande d'abord que les terres de l'île, à l'exception de certaines réserves qui seraient confiées aux Pitcairniens, ne puissent être achetées que par l'Office des colonies et ce pour éviter des conflits graves entre colons et autochtones. Lors de sa visite en Nouvelle-Zélande il donne des conseils judicieux au colonel Gore Browne qui, s'ils avaient été suivis, auraient pu éviter les guerres de terres de Nouvelle-Zélande. En novembre 1860, il est informé qu'il a été nommé gouverneur de Madras, et quitte Sydney le 22 janvier 1861.

## Gouverneur de Madras
En Inde, sa formation d'ingénieur lui est utile pour développer l'irrigation dont il est un ardent défenseur. En novembre 1863, lorsque Lord Elgin meurt, Denison devient gouverneur-général de l'Inde pendant deux mois. En mars 1866, il retourne en Angleterre et écrit ses Varieties of Vice-Regal Life, qui parait en deux volumes en 1870. Il est mort à East Sheen, dans le Surrey.